# French Rock
French Rock és una elevació rocosa de Tamil Nadu propera a Trichonopolly. Durant el setge de Trichinopoly per Chanda Sahib i els francesos el 1751 durant les Guerres carnàtiques, aquestos van ocupar l'altura i hi van instal·lar dos canons, que van resultar estar massa lluny per tocar les muralles de la fortalesa i poc després (abril de 1752) els francesos van evacuar les seves posicions al sud del riu Cauvery excepte Tiruvarambur (Erumbiswaram). El 1753 Stringer Lawrence va muntar el seu campament prop de la roca esperant reforços des de Madras. A l'arribada dels reforços es va lliurar la batalla de Sugar-loaf Rock (21 de setembre de 1753), en la qual les forces franceses i de Mysore foren derrotades.